# Heimerode
Heimerode ist ein Ortsteil von Othfresen in der Gemeinde Liebenburg im Landkreis Goslar in Niedersachsen mit etwa 250 Einwohnern. Heimerode ist über die L 500 zu erreichen. 

## Geographie
Folgende Orte umgeben Klein Döhren:
- Gitter im Nordwesten
- Salzgitter-Bad und Groß Mahner im Norden
- Liebenburg und Klein Mahner im Nordosten
- Groß Döhren im Südosten
- Heißum im Südwesten
- Othfresen im Westen

Heimerode liegt am Südwesthang des Salzgitter-Höhenzugs.

## Geschichte
In Richtung Othfresen liegen der Galgenberg und der Flöteberg, der für den Postkutschenverkehr bis Mitte des 19. Jahrhunderts ein erhebliches Hindernis war. Seit den 1930er Jahren war Heimerode ein Bergbaudorf, dessen Bewohner in den Erzgruben Eisenerz abbauten. Im Schacht Fortuna wurde bis Anfang der 1960er Jahre Eisenerz abgebaut. Am Bismarck-Schacht, an der Straße von Othfresen nach Heimerode, erinnert ein Wandgemälde am ehemaligen Betriebsgebäude an das ursprüngliche Aussehen der Schachtanlage. In der nahe gelegenen Gipskuhle wurde 2009 eine Renaturierung durchgeführt, zuvor wurde die Gipskuhle von fast allen Bäumen befreit.
Seit 2010 sorgt das Altenheim Glockenwinkel an der L 500 mit einem Neubau und einer Sanierung des Altbaus für mehr Kapazitäten.

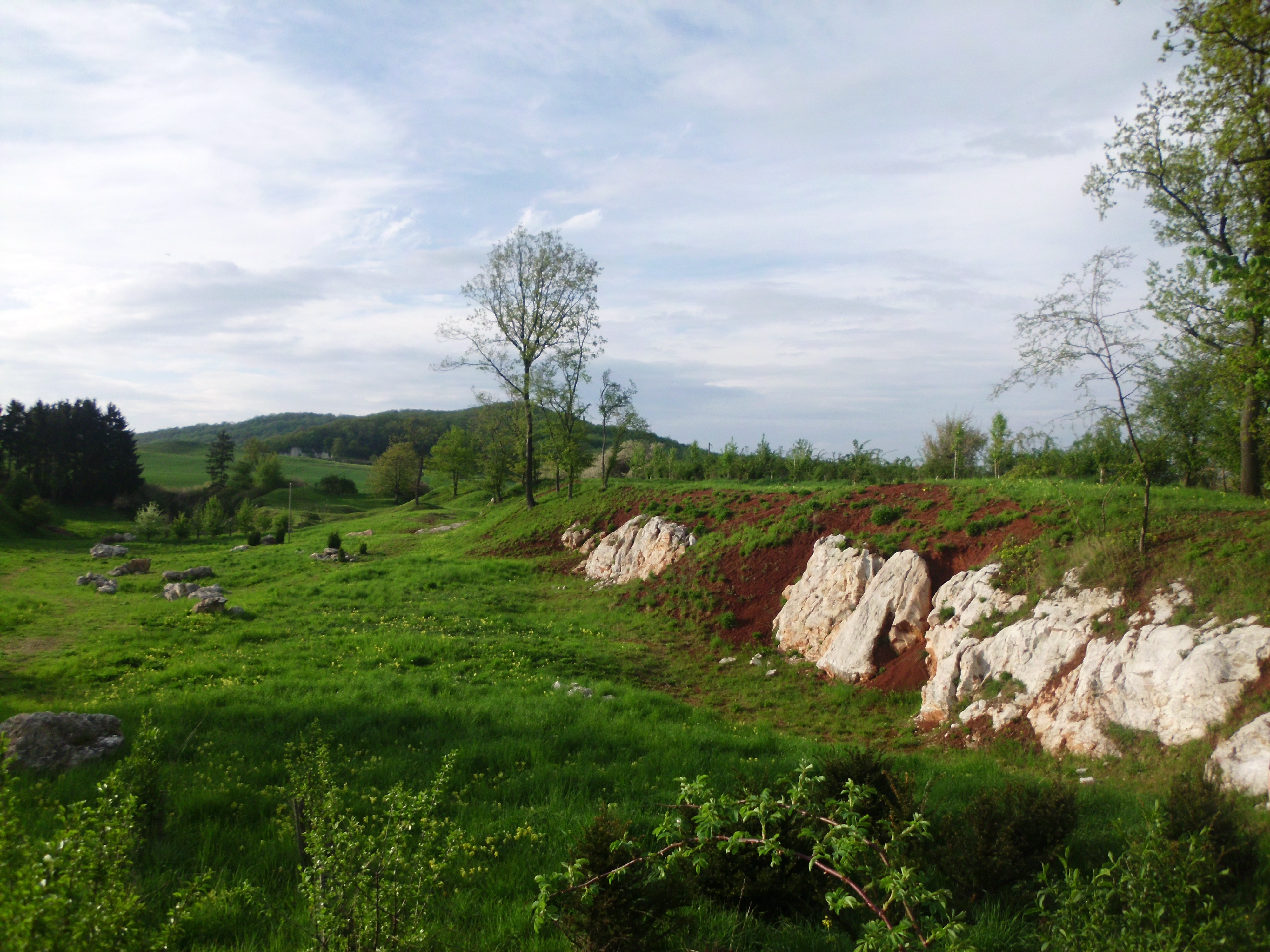
Renaturierte Gipskuhle
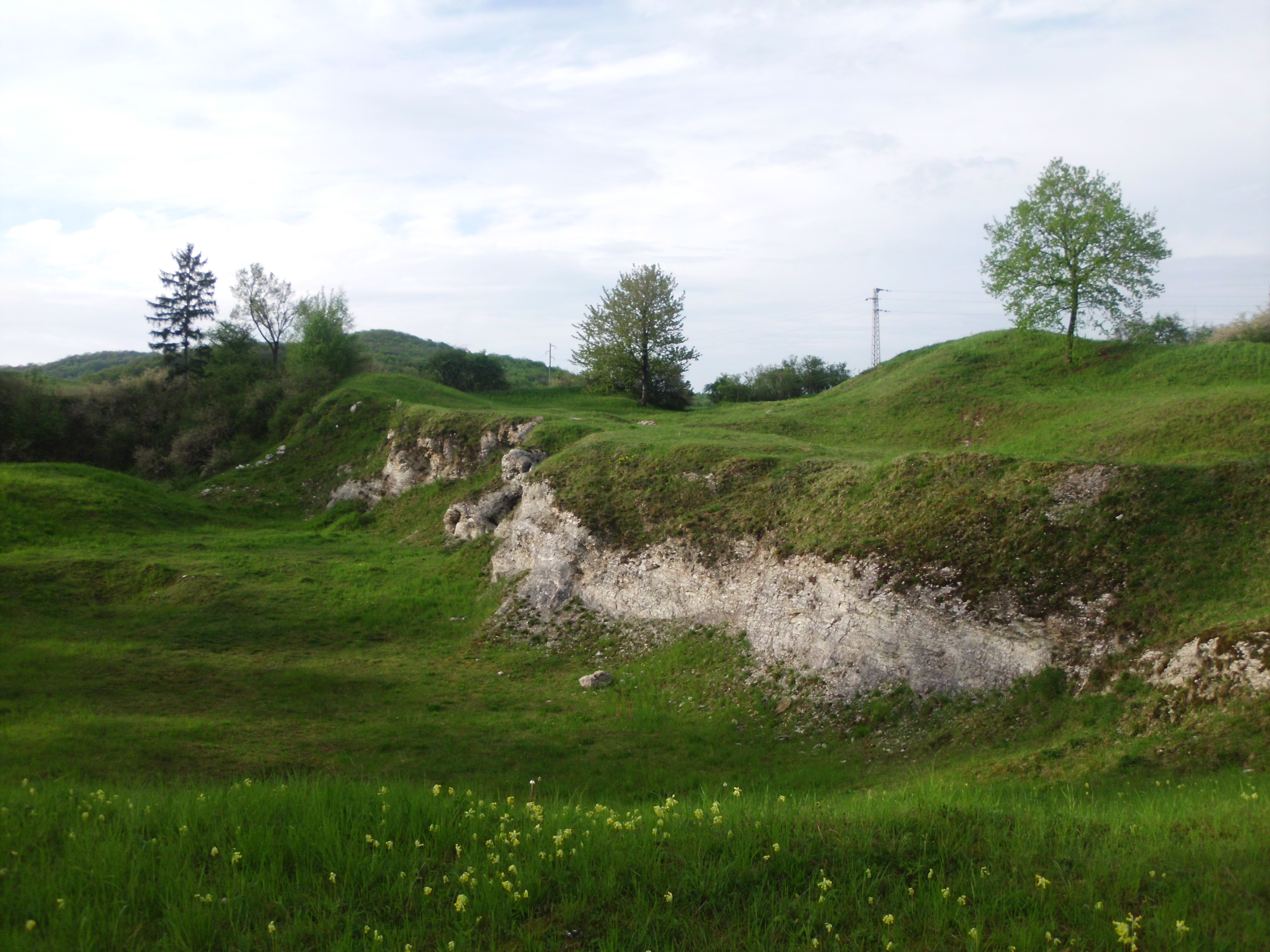
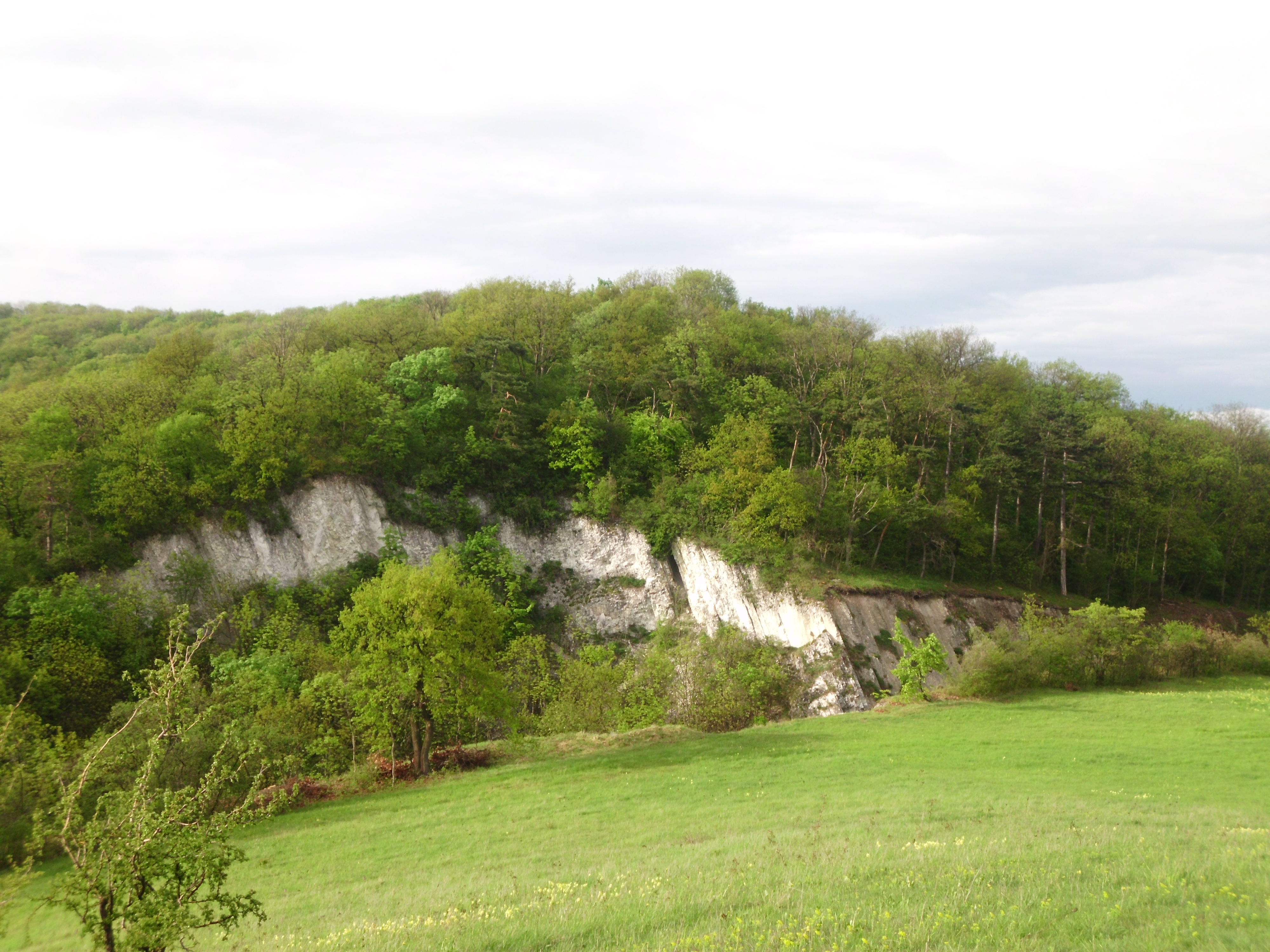
Kalksteinaufschluss am Flöteberg

## Politik
Heimerode verfügt über eine Siedlergemeinschaft, deren Vorsitzender Arnold Ahrens ist.

## Wirtschaft und Infrastruktur

### Verkehrsanbindung
Heimerode liegt an der Landesstraße 500 zwischen Lutter am Barenberge, Othfresen und der Bundesstraße 6 im Westen sowie Liebenburg und Schladen im Osten.

## Veranstaltungen
Alle paar Jahre findet in Heimerode ein Garagenflohmarkt und ein Tag des offenen Gartens statt, an dem jeder Bürger auf freiwilliger Basis teilnehmen kann.
Am Haus Glockenwinkel wird außerdem jedes Jahr ein Sommerfest veranstaltet.